# Linden (Wisconsin)
Linden es una villa ubicada en el condado de Iowa en el estado estadounidense de Wisconsin. En el Censo de 2010 tenía una población de 549 habitantes y una densidad poblacional de 273,16 personas por km².

## Geografía
Linden se encuentra ubicada en las coordenadas 42°55′7″N 90°16′27″O / 42.91861, -90.27417. Según la Oficina del Censo de los Estados Unidos, Linden tiene una superficie total de 2.01 km², de la cual 2.01 km² corresponden a tierra firme y (0%) 0 km² es agua.

## Demografía
Según el censo de 2010, había 549 personas residiendo en Linden. La densidad de población era de 273,16 hab./km². De los 549 habitantes, Linden estaba compuesto por el 97.63% blancos, el 0.55% eran afroamericanos, el 0.18% eran amerindios, el 0% eran asiáticos, el 0% eran isleños del Pacífico, el 0.73% eran de otras razas y el 0.91% pertenecían a dos o más razas. Del total de la población el 1.09% eran hispanos o latinos de cualquier raza.